# Igreja de Nossa Senhora da Natividade de Escamarão

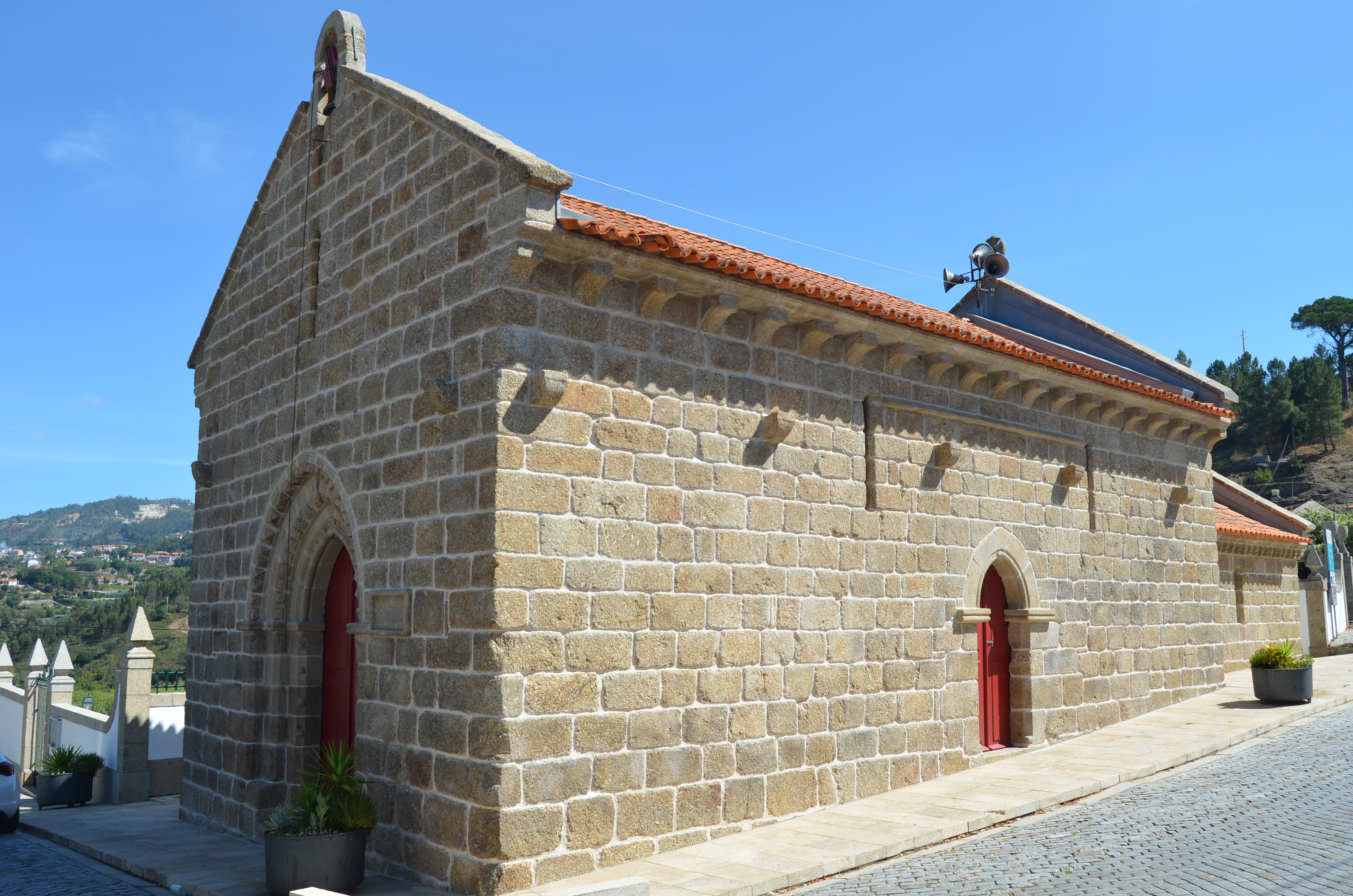
Fachada lateral e fontal

A Igreja de Nossa Senhora da Natividade de Escamarão é uma igreja tardo-românica situada em Souselo, no município de Cinfães, em Portugal.
Estima-se que a construção se tenha iniciado entre a segunda metade do século XII e finais do século XIII. É constituído por uma única nave e capela-mor retangular. Acredita-se que o edifício tenha sido parcialmente intervencionado durante a Baixa Idade Média, tendo sido incluídos os azulejos hispano-árabes que hoje estão presentes nos retábulos laterais. O retábulo-mor em talha dourada data da época moderna.
Em 1950 foi classificada como imóvel de interesse público e está integrada na Rota do Românico.